# KOHH
KOHH（本名日语：／ Chiba Yūki，1990年4月22日—）是一個日本嘻哈饒舌歌手，為韓國與日本的混血兒。藝名Kohh的由来為他韓裔父親黄達雄的名字。

## 簡歷
18歲的時候與音樂製作人理貴開始錄製歌曲，其後遇上音樂製作人318並與GUNSMITH PRODUCTION簽約。
2014年發行出道專輯《MONOCHROME》。
2015年1月1日發行實際上比《MONOCHROME》更早錄製但延遲發行的專輯《梔子》。
10月28日發行第三張專輯《DIRT》，其後在12月27日於LIQUIDROOM舉行「"DIRT" CONCERT ＆ GALLERY」。
2016年2月至4月舉行全國巡迴演荀會「3rd ALBUM "DIRT" TOUR」。2月28日獲得「Space Shower 音樂獎」的「BEST HIP HOP ARTIST」。
2016年作為客席歌手獻唱弗兰克·奥申的歌曲〈Nikes〉雜誌版。其後亦獻唱收錄於宇多田光專輯《Fantôme》的歌曲〈忘卻〉。
7月於日本富士搖滾音樂祭演出，並在舞台上宣佈於12月在故鄉王子舉行演唱會。
12月18日於故鄉北區王子舉行演唱會「LIVE IN OJI」。
2017年於東京、名古屋、大阪、福岡舉行全國巡迴演唱會「LIVE '17」。
2019年2月1日突然發行專輯《Untitled》，收錄曲〈I Want a Billion〉迎來ONE OK ROCK的Taka客席獻唱。
6月12日於ANARCHY在東京・EX THEATER ROPPONGI舉行的演唱會「ANARCHY “The KING” TOUR」尾場作為嘉賓驚喜現身，並演唱〈Moon Child〉跟〈Fuck Swag〉。
7月於「FUJI ROCK FESTIVAL」演出。10月開始舉行東名阪演唱會「Untitled Tour」。
2020年1月16日在LINE CUBE SHIBUYA舉行「Live in Concert」，並在舞台上宣佈發行次作後將會引退作為KOHH的身份。
4月29日發行專輯《worst》。

## 音樂作品
- 《MONOCHROME》（2014年）
- 《梔子》（2015年）
- 《DIRT》（2015年）
- 《DIRT Ⅱ》（2016年）
- 《Untitled》(2019年）
- 《worst（日语：Worst (KOHHのアルバム)）》（2020年）

## 資料來源
1. ↑  .   [2021年8月9日]. （原始内容存档于2015年2月5日）.
2. ↑  .   [2021年8月9日]. （原始内容存档于2020年12月3日）.
3. ↑  .   [2021年8月9日]. （原始内容存档于2019年5月3日）.
4. ↑  . 音楽ナタリー. 2016-02-29  [2016-02-29]. （原始内容存档于2016-02-29）.

## 外部連結
- 官方網站 （页面存档备份，存于） - 海外（英文）
- 官方網站 - 日本（日語）
- KOHH的Facebook專頁
- KOHH的X（前Twitter）
- KOHH的Instagram帳戶